# Outsourcing sprzedaży
Outsourcing sprzedaży to sposób, w jaki firma może organizować sprzedaż swoich produktów lub usług, wydzielając proces poza organizację, realizuje go za pomocą strony trzeciej. Wykorzystanie firm outsourcingowych w celu poprawy wielkości sprzedaży, zwalnia zlecającego z konieczności zarządzania działem sprzedaży. Firma, która podejmuje się outsourcingu, jest zazwyczaj wynagradzana na podstawie wyników sprzedaży, które generuje, co tworzy korzystną relację jedności celów dla obu stron umowy outsourcingowej.

## Definicja
Pełny „outsourcing sprzedaży” jest obserwowany, gdy firmy angażują kompletne zewnętrzne działy sprzedaży spoza swojej organizacji. Różnica względem klasycznej organizacji sprzedaży polega na tym, że model biznesowy oparty na outsourcingu, zwykle uwzględnia dzielenie ryzyka z outsourcerem, istnieją również modele, w których zleceniobiorca jest opłacany za wykonywane czynności, nie jedynie za ich wynik – koszty generowane są wówczas tak jak w przypadku wewnętrznego działu handlowego. Przewagą firmy outsourcingowej jest szybkość, elastyczność i doświadczenie.
Pełny outsourcing sprzedaży różni się np. od telemarketingu tym, że wymaga zapewnienia personelu sprzedaży o określonych umiejętnościach dla dedykowanej kampanii sprzedażowej. Zazwyczaj managerowie są częścią zespołu, który może obejmować również telemarketing, marketing, a także zapewniać narzędzia, organizację i zarządzanie sprzedażą.
Outsourcer jest odpowiedzialny za wyniki sprzedaży i reprezentowanie marki klienta. W przypadku klienta końcowego, zespół sprzedaży koncentruje się na sprzedaży jedynie produktu/ów, nie posługuje się marką firmy świadczącej usługę outsourcingu sprzedaży (swojego właściwego pracodawcy). Firma outsourcingowa jest w istocie rozszerzeniem klienta, ale odpowiada za wszystkie operacje związane bezpośrednio ze sprzedażą, często początkowy model sprzedaży i wsparcie szkoleniowe produktu / usługi jest organizowane przez zleceniodawce usługi outsourcingu.

## Cel outsourcingu sprzedaży
Celem organizacji sprzedaży na zewnątrz przedsiębiorstwa jest zapewnienie potrzebnych zasobów, bez przekazywania prawa własności do oferowanych produktów.
Jedną z metod organizacji sprzedaży, szczególnie kiedy produkcja ma charakter sezonowy lub jest okazyjna/wywoływana na zamówienie, jest zastąpienie lub uzupełnienie zasobów wewnętrznych zasobami pochodzącymi od organizacji zewnętrznej.

## Korzyści
W założeniu outsourcing winien być tańszym rozwiązaniem niż wewnętrzny dział sprzedaży, ale nie jest to regułą. Porównanie kosztów obu rozwiązań jest trudne. Niemniej zastąpienie kosztów stałych kosztami zmiennymi jest przejrzyste i dlatego atrakcyjne dla zarządzających budżetem.
Dodatkowo w przeciwieństwie do innych form outsourcingu, główne zalety outsourcingu sprzedaży w większości przypadków nie wynikają z oszczędności kosztów, ale ze zwiększenia przychodów lub zapewnienia szybkości reakcji lub elastyczności obsługi klientów.
Uzasadnienie biznesowe dla outsourcingu sprzedaży powinno również uwzględniać koszt kontroli kontraktu. Trudności w pomiarze związku między działalnością sprzedażową a wynikami sprzedaży prowadzą do preferowania dla etatowych sprzedawców. Jednak problemy wewnętrznie zorganizowanej sprzedaży są często takie same, a zatrudnienie wewnętrzne ma wiele innych wad korporacyjnych, które nie występują przy zasobach zewnętrznych.
Niektóre firmy mogą wybierać outsourcing sprzedaży jako środek dostępu do najlepszych umiejętności sprzedaży.